# 보스턴구

보스턴구의 위치

보스턴구(영어: Borough of Boston)는 잉글랜드 링컨셔주에 위치한 비도시 자치구로 중심 도시는 보스턴이며 인구는 64,637명(2014년 기준), 면적은 364.9km2이다.